# 토비 헤밍웨이
토비 헤밍웨이(Toby Hemingway, 1983년 5월 28일 ~ )는 잉글랜드의 배우이다.

## 출연 작품
- 몬스터 프로젝트 (2017)
- 배틀크릭 (2017)
- 대탈주: 디비전 19 (2017)
- 언드래프티드 (2016)
- 걸 인 더 포토그래프 (2015)
- 찰리, 트레버 앤 어 걸 사바나 (2014)
- 엑스터시 나이트 (2014)
- 시럽 (2013)
- 플레이백 (2012)
- 원 아웃 오브 세븐 (2011)
- 더 파인더 (2011)
- 인 타임 (2011)
- 블랙 스완 (2010)
- 피스트 오브 러브 (2007)
- 커버넌트 (2006)